# Alfred Niemirski
Alfred Jakub Niemirski, pierwotnie Zylberlast (ur. 27 marca 1879 w Warszawie, zm. bd.) – polski producent, reżyser i scenarzysta filmowy.

## Życiorys
Urodził się 27 marca 1879 w Warszawie, w rodzinie Dawida Zylberlasta i Emilii z Batavia'ów. Ukończył szkołę średnią Pankiewicza w Warszawie. Uważany za jednego z pionierów polskiej kinematografii. W 1909 roku wraz z Aleksandrem Hertzem założył wytwórnię filmową Sfinks, która wyprodukowała m.in. takie obrazy jak Meir Ezofowicz (1911, reż. Józef Ostoja-Sulnicki) czy Niewolnica zmysłów z Polą Negri (1914, reż. Jan Pawłowski).
Po zakończeniu I wojny światowej Niemirski nadal działał w branży filmowej, zakładając wraz Juliuszem Zagrodzkim spółkę Lux, zajmującą się dystrybucją w Polsce filmów produkcji francuskiej, włoskiej i amerykańskiej. Na początku lat 20. XX wieku wyjechał do Berlina, gdzie pracował w firmie Lloyd-Film. Do Polski powrócił w 1927 roku, zakładając wytwórnię filmową Star-Film, która zrealizowała trzy duże produkcje filmowe: Mogiła nieznanego żołnierza (1927, reż. Ryszard Ordyński), Pan Tadeusz (1928, reż. Ryszard Ordyński) oraz Szlakiem hańby (1929, reż. Mieczysław Krawicz i Alfred Niemirski). W 1932 Niemirski próbował swoich sił jako reżyser, kręcąc film Biała trucizna. Następnie do 1939 roku pracował jaki kierownik produkcji w różnych wytwórniach filmowych (The Warsaw United Producers, Parlofilm, Elektra-Film). Był prezesem Związku Przemysłowców Filmowych.
Jego dalsze losy nie są znane. Ożenił się 20 września 1902 roku z Florą Nudelman. Miał syna Michała Niemirskiego (ur. 1903-1940; kapitan, pośmiertnie mianowany na stopień majora), który zginął w Katyniu, żoną Michała była Janina Ostrowska. Syn ukończył wydział budownictwa okrętów w Glasgow w 1930 roku.  Alfred miał trzy siostry, m.in. jedną z nich była Natalia Zand.

## Filmografia
- Antek Klawisz, bohater Powiśla (1911) - produkcja
- Mogiła nieznanego żołnierza (1927) - kierownictwo produkcji
- Pan Tadeusz (1928) - kierownictwo produkcji
- Szlakiem hańby (1929) - reżyseria
- Biała trucizna (1932) - reżyseria
- Trędowata (1936) - kierownictwo produkcji
- Dziewczęta z Nowolipek (1937) - kierownictwo produkcji
- Wrzos (1938) - scenariusz, kierownictwo produkcji
- Florian (1938) - scenariusz, kierownictwo produkcji